# SMS Seeadler

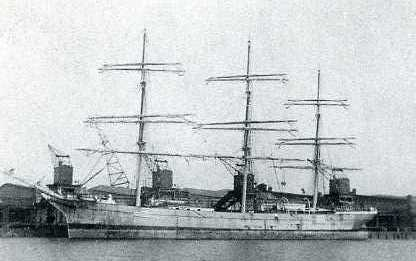
Pass of Balmaha později SMS Seeadler

Pomocný křižník SMS Seeadler (česky: Mořský orel) byl třístěžňový windjammer, jedna z posledních lodí s pohonem jak pomocí plachet, tak parním. Byl postaven v Glasgow a užíván americkým rejdařem jako obchodní plachetnice Pass of Balmaha. Byl zajat německou ponorkou U 36 a v roce 1916 přeměněn na vojenskou loď německého válečného námořnictva v první světové válce. Jako Seeadler v rozmezí 225 dnů potopil 14 lodí. Ztroskotal 2. srpna 1917 u ostrova Mopelia ve Francouzské Polynésii.

## Historie

### Pass of Balmaha

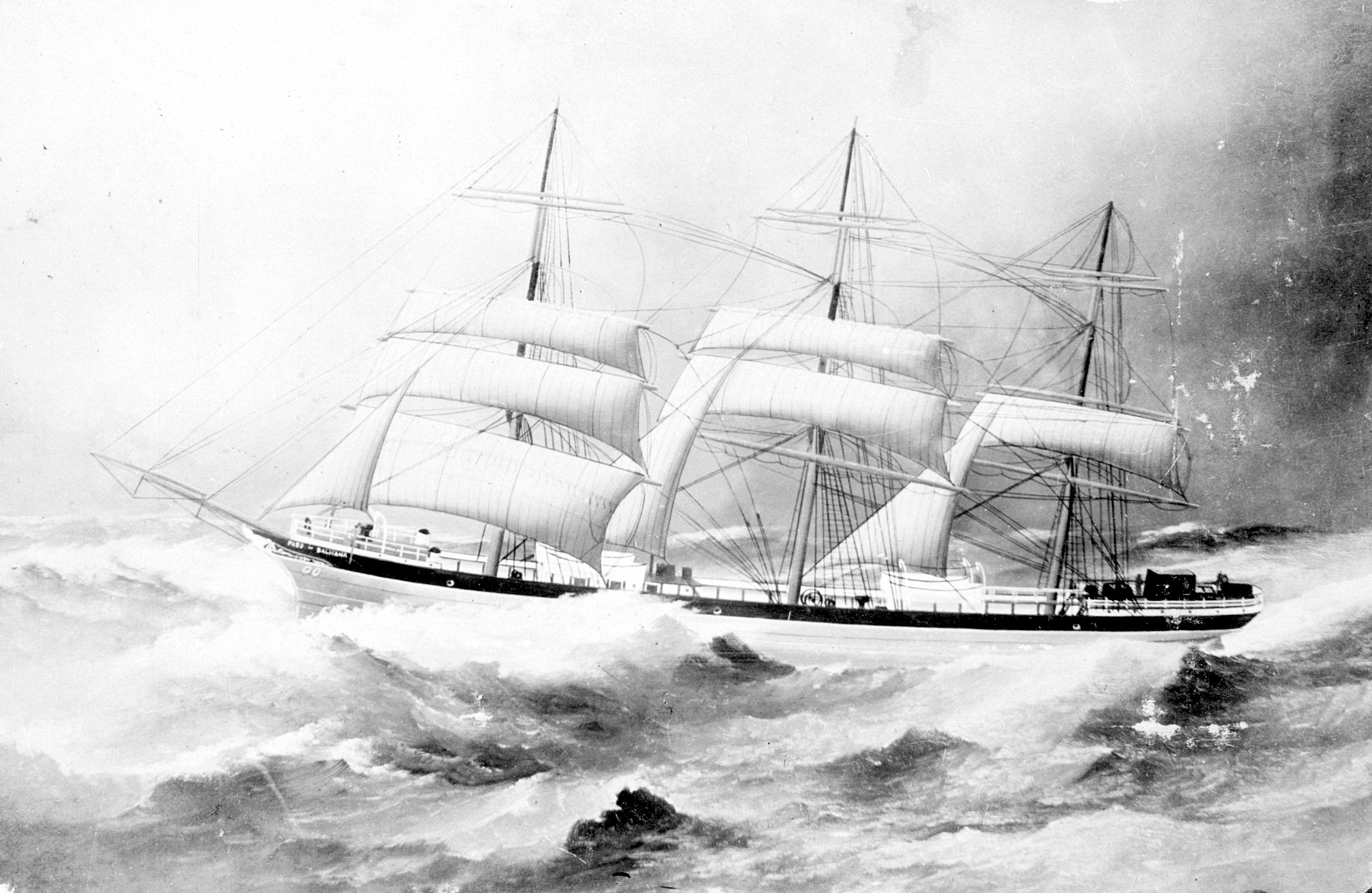
Pass of Balmaha v roce 1888

Plachetnice byla postavena v roce 1888 firmou Robert Duncan & Company v loděnicích Glasgow ve Skotsku. Třístěžňový windjammer měl ocelový trup, délku 83,5 m, šířku 11,8 m, ponor 5,5 m a tonáž 1571 BRT. Windjammer byl vyroben pro loďařství David R. Clark a partner Gibson & Clark v Glasgow, kde byl oficiálně zaregistrován pod číslem 95087 a registrační značkou KTRP. Od roku 1914 loď vlastnilo americké rejdařství Harris-Irby Cotton & Company v Bostonu.
V červnu 1917 windjammer vyplul z přístavu v New Yorku do Archangelska s nákladem bavlny pod velením kapitána Scotta. Během plavby byl severozápadně od Cape Wrath zastaven pomocným britským křižníkem Victorian. Po vykonané inspekci a nesrovnalostech v dokladech byla Pass of Balhama poslána ke kontrole do přístavu Kirkwall v souostroví Orknejí. Na loď byla dosazena britská skupina ve složení důstojník a šest námořníků. Proti vůli kapitána lodi bylo nařízeno místo neutrální vlajky USA vztyčit vlajku britskou, čímž se loď stala objektem bojujícím ve válce. Krátce na to německá ponorka U-36 loď zajala. Aby nedošlo k zabavení lodi, kapitán Scott nařídil britské posádce aby se ukryla a vyvěsil americkou vlajku. Velitel ponorky U-36 kapitán Ernst Gräff nařídil vyvěsit vlajku německé válečné flotily a odplout do Cuxhavenu k inspekci, kam Pass of Balmaha bez problému doplula. Kapitán Scott německé inspekci vydal britské námořníky, kteří na to byli uvězněni v Německu. Za spolupráci Američané získali právo volného odchodu do neutrální země, loď však byla zabavena německým válečným námořnictvem.

### Seeadler

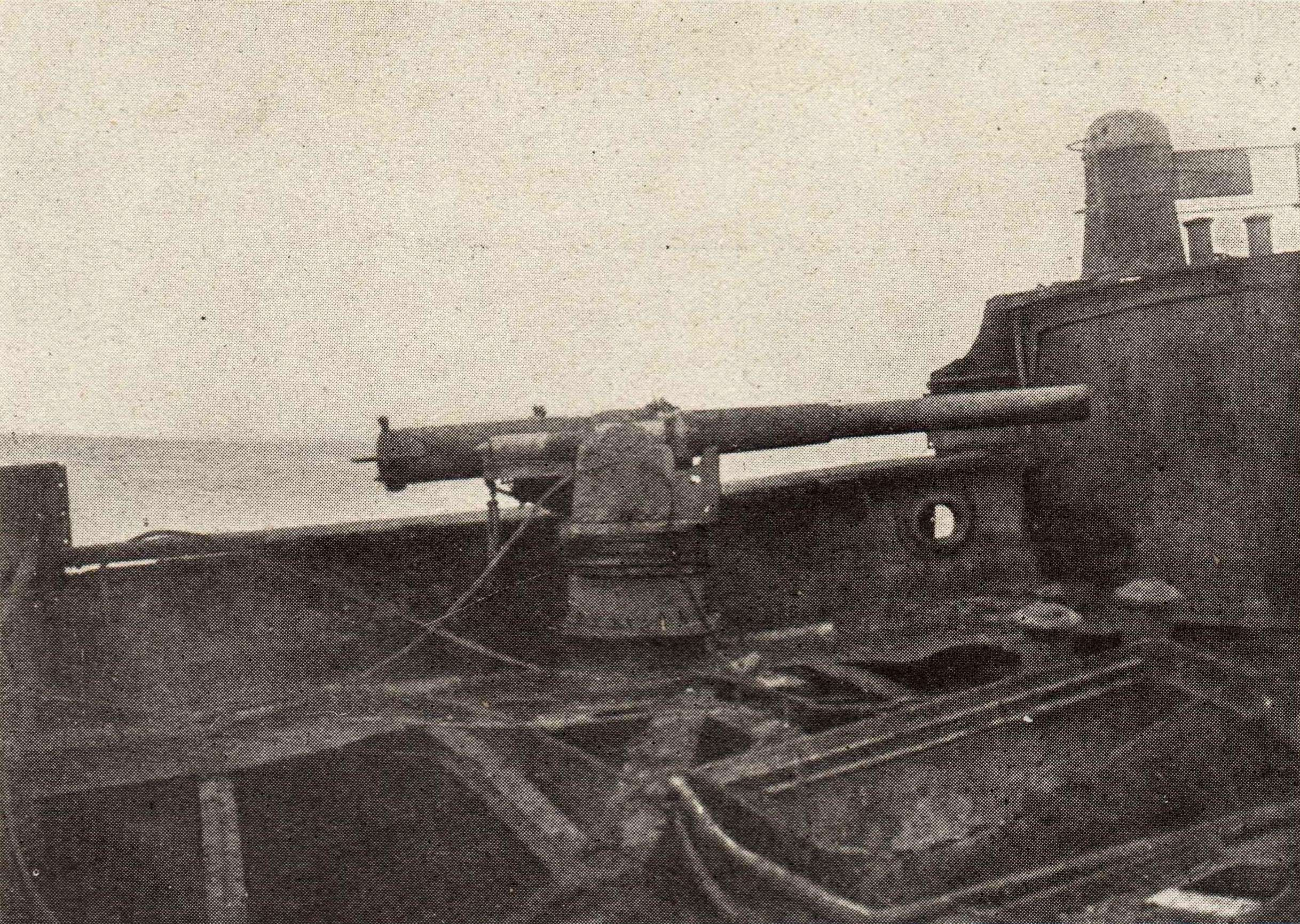
Dělo ráže 105 mm na palubě Seeadler

Císařské námořnictvo nejdříve používalo windjammer jako školní loď pod názvem Valter. V roce 1916 byla vyhlášena blokáda císařského námořnictva v Severním moři a zároveň vyvstal problém s nedostatkem uhlí v zámořských přístavech. Proto bylo rozhodnuto využívat plachetnice jako válečné lodě.
Windjammer byl přejmenován na Seeadler a vyzbrojen dvěma děly ráže 105 mm na přídi, dvěma kulomety, dvěma torpedomety, pomocným čtyřtaktním motorem o výkonu 900 HP, který poháněl jeden lodní šroub. Loď mohla dosáhnout rychlosti až 16 uzlů. Posádka byla vyzbrojena palnými zbraněmi.
Dne 21. prosince 1916 Seeadler pod velením kapitána Felixe von Lucknera se 64 muži na palubě vyplul na svou korzárskou misi jako norské plavidlo. Prorazil blokádu, kdy byl dokonce varován britským pomocným křižníkem Avenger před německým Seeadlerem.
Během 225 dní plavby v Atlantiku a Tichém oceánu zajal a potopil patnáct lodí bez ztráty na životech zajatých posádek.

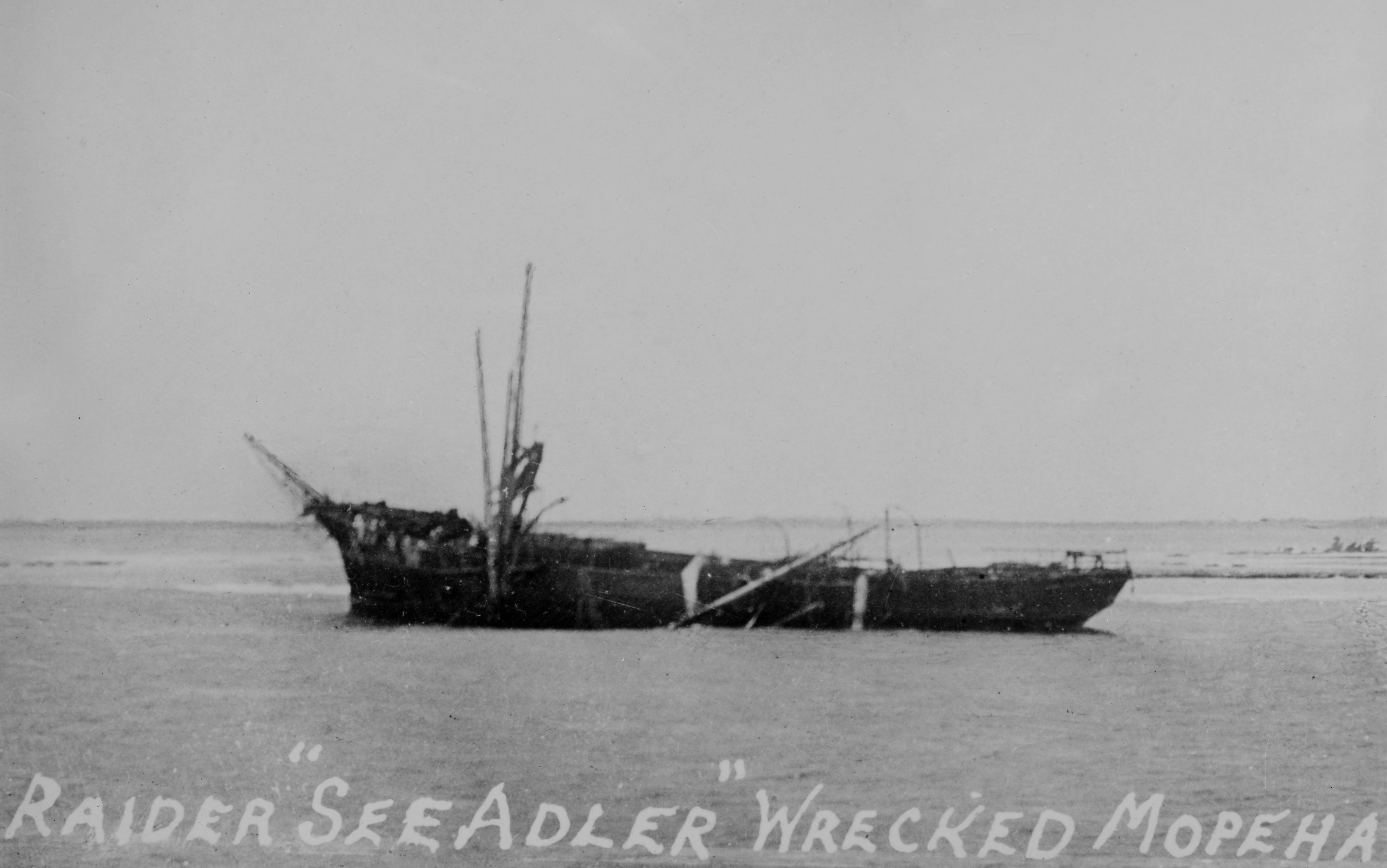
Vrak Seeadler

Loď ztroskotala na útesu u ostrova Mopeliea 450 km od Tahiti v souostroví Společenských ostrovů. Všech 46 vězňů, zbraně a zásoby byly zachráněny. Lukner s pěti muži se vydal na motorovém člunu k Fidži zajmout nějakou loď. Dne 21. září 1917 byl zajat a uvězněn na Novém Zélandu odkud se mu podařilo utéct a zmocnit se škuneru Moa. Byl však znovu zajat a vězněn až do roku 1919.
Zbylá posádka na ostrově Mopelia se zmocnila francouzské bárky Lutece a vyplula k domovu. Loď ztroskotala u Velikonočních ostrovů 4. října 1917 a celá posádka byla internována až do roku 1920 v Chile.

## Potopené lodě

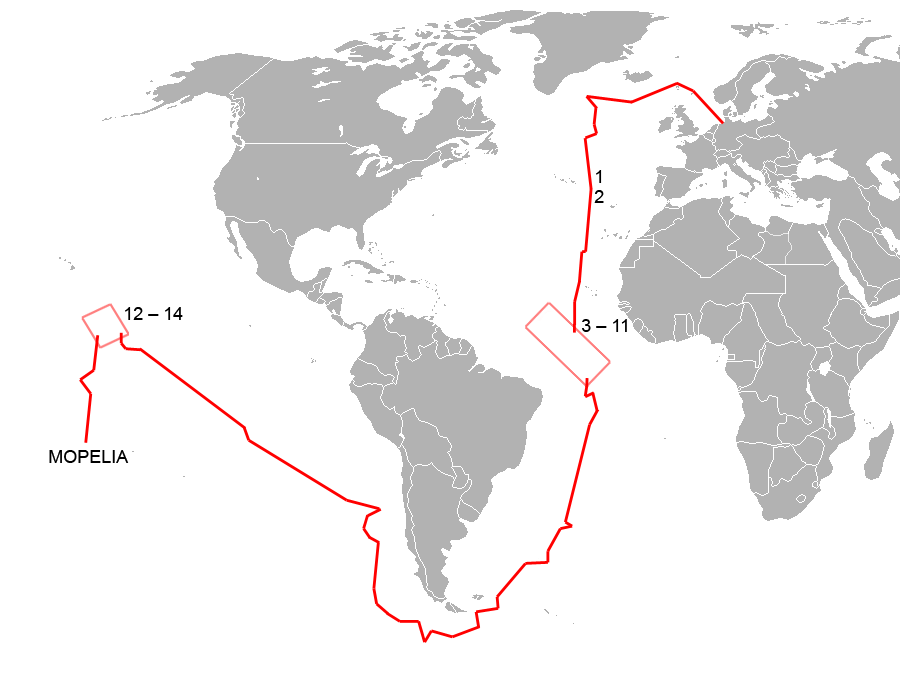
Mapa plavby Seeadlera a pozice potopených lodí

V období od 21. ledna 1916 do 8. září 1917 zajal a potopil šestnáct lodí o celkové tonáži 30 099 BRT.
| Název lodi       | stát    | Tonáž [BRT] | Typ                  | potopena         | Poznámka                                                          |
| ---------------- | ------- | ----------- | -------------------- | ---------------- | ----------------------------------------------------------------- |
| Gladis Royle     | VB      | 3268        | parník               | 9. ledna 1917    |                                                                   |
| Lundy Island     | VB      | 3095        | parník               | 10. ledna 1917   |                                                                   |
| Charles Gounod   | Francie | 2199        | bark (trojstěžník)   | 21. ledna 1917   |                                                                   |
| Perce            | Kanada  | 364         | škuner (trojstěžník) | 24. ledna 1917   |                                                                   |
| Antonin          | Francie | 3071        | bark (čtyřstěžník)   | 3. únor 1917     |                                                                   |
| Buenos Ayres     | Itálie  | 1811        | trojstěžník          | 9. února 1917    |                                                                   |
| Pinmore          | Skotsko | 2431        | škuner (čtyřstěžník) | 19. února 1917   |                                                                   |
| Viking           | Dánsko  | 2959        | čtyřstěžník          |                  | po inspekci propuštěn                                             |
| British Yeoman   | VB      | 1953        | bark (trojstěžník)   | 26. února 1917   |                                                                   |
| La Rochefoucauld | Francie | 2200        | bark (čtyřstěžník)   | 26. února 1917   |                                                                   |
| Dupleix          | Francie | 2200        | bark (čtyřsěžník)    | 5. března 1917   |                                                                   |
| Horngarth        | VB      | 3609        | parník               | 11. března 1917  |                                                                   |
| Cambronne        | Francie | 1833        | bark                 |                  | 21. 3 1917 zajat. Naložen 300 zajatci a odeslán do Rio de Janeira |
| A. B. Johnson    | USA     | 529         | škuner (čtyřstěžník) | 14. června 1917  |                                                                   |
| R. C. Slade      | USA     | 673         | škuner               | 18. června 1917  |                                                                   |
| Manila           | USA     | 731         | škuner               | 8. července 1917 |                                                                   |
|                  |         |             |                      |                  |                                                                   |
| Lutece           | Francie | 126         | škuner               | 5. září 1917     | Ztroskotala s posádkou Seeadler u Velikonočních ostrovů           |